# Tadeusz Dąbrowski (działacz sportowy)
Tadeusz Leszek Dąbrowski, ps. Ted (ur. 5 maja 1961) – polski przedsiębiorca, działacz i menedżer piłkarski związany z Radomskiem.
Właściciel m.in. stacji telewizyjnej Niezależna Telewizja Lokalna Radomsko, nadającej w województwach: łódzkim, śląskim i świętokrzyskim (sprzedanej w 2005 spółce ITI – właścicielowi m.in. stacji TVN) oraz przedsiębiorstwa działającego w branży paliwowej.

## Życiorys
Był prezesem i sponsorem RKS Radomsko. Za jego kilkuletniej kadencji we władzach RKS drużyna, występująca czasowo do końca 1995 także pod nazwą „RKS-TED Radomsko”, awansowała z IV ligi do ekstraklasy, w której występowała w sezonie 2001/2002. 13 czerwca 2001 wystąpił w spotkaniu ostatniej kolejki II ligi z KSZO Ostrowiec Świętokrzyski, gdy RKS Radomsko miał już zapewniony awans do I ligi. Na boisko wszedł w 89 minucie meczu. Wycofał się z działalności w klubie na skutek konfliktu z członkami zarządu, którzy w wyborach samorządowych jesienią 2002 poparli innego kandydata na prezydenta miasta niż Dąbrowski. W wyborach parlamentarnych w 2001 kandydował również bez powodzenia do Senatu z własnego komitetu.
Latem 2004 założył i na początku 2005 zarejestrował w Łódzkim ZPN Stowarzyszenie TED Radomsko, które miało przejąć zadłużony, II ligowy wówczas, RKS, na co nie wyraził jednak zgody PZPN. Przeszkodą był pozew sądowy, w którym RKS domagał się od Związku 3 mln zł odszkodowania za tzw. sprawę Rašicia. W świetle obowiązujących przepisów UEFA i FIFA, klub nie mógł występować do sądu powszechnego przeciw związkowi piłkarskiemu. PZPN chciał wycofania pozwu, zaś radomszczańscy działacze skierowali sprawę do Trybunału Arbitrażowego PKOl. W efekcie do przejęcia drużyny nie doszło, a w rundzie wiosennej sezonu 2004/05 pozbawiony podstawowych zawodników RKS przegrał wszystkie 17 spotkań i spadł do lll ligi.
W 2005 był jednym z inicjatorów przeniesienia przez Antoniego Ptaka drużyny Piotrcovii Piotrków do Szczecina i w początkowym okresie jednym z udziałowców nowo powstałej sportowej spółki akcyjnej MKS Pogoń Szczecin SSA. Po uzyskaniu licencji UEFA menedżera piłkarskiego swoje akcje przekazał córce Małgorzacie. Od 29 marca do 13 kwietnia 2005 Dąbrowski piastował funkcję prezesa Pogoni Szczecin, której właścicielem wówczas był Antoni Ptak. Zrezygnował z posady z powodów formalno-prawnych.
Na początku maja 2007 eurodeputowany Ryszard Czarnecki podał informację, że Dąbrowski wraz z Mirosławem Stasiakiem (właściciel zdegradowanego za udział w aferze korupcyjnej do III ligi KSZO Ostrowiec Świętokrzyski) planują zakup niemieckiej drużyny Fortuna Köln. W istocie Dąbrowski wraz z Adamem Mandziarą ze szwajcarskiej firmy AvanceSport stali się właścicielami zespołu V ligi niemieckiej Viktoria Köln – pierwszego w historii niemieckiego klubu w polskich rękach.
W 2007 i na początku 2008 w duecie z Mandziarą podejmował nieudane próby zainwestowania w ŁKS Łódź i Lechię Gdańsk. Ostatecznie 20 lutego 2008 we współpracy ze Zdzisławem Kapką i Adamem Mandziarą doprowadził do zakupu przez należącą do Wolfganga Vöge niemiecko-szwajcarską firmę „Vöge” udziałów w KSZO Ostrowiec Świętokrzyski.
Jako menedżer jest właścicielem karty zawodniczej m.in. Jacka Krzynówka.